# Hội Toán học Hoa Kỳ
Hội Toán học Hoa Kỳ (tiếng Anh: American Mathematical Society, viết tắt là AMS) là một Hội các nhà toán học chuyên nghiệp nhằm thúc đẩy việc nghiên cứu phát triển Toán học. Hội xuất bản nhiều ấn phẩm và tổ chức nhiều hội nghị chuyên đề, cũng như trao nhiều giải thưởng hàng năm cho các nhà toán học xuất sắc.
Hội này là một trong 4 thành phần của Joint Policy Board for Mathematics (Ban chính sách chung cho Toán học) và là thành viên của Conference Board of the Mathematical Sciences (Ban Hội nghị các khoa Toán học).

## Lịch sử
Hội được thành lập năm 1888 dưới tên Hội Toán học New York, sản phẩm trí óc của Thomas Fiske, người có ấn tượng sâu sắc về Hội Toán học London nhân một chuyến viếng thăm nước Anh. John Howard Van Amringe là chủ tịch và Thomas Fiske là thư ký đầu tiên của hội. Hội sớm quyết định xuất bản một tờ báo, nhưng bị một vài phản kháng do cạnh tranh với tờ American Journal of Mathematics, nên thay vào đó hội xuất bản tập san Bulletin of the New York Mathematical Society do Fiske làm trưởng ban biên tập.
Tháng 7 năm 1894, hội tổ chức lại, đổi tên như trên và trở thành một hội toàn quốc. Năm 1951, hội dời trụ sở chính từ thành phố New York sang thành phố Providence, Rhode Island và mở thêm một văn phòng ở Ann Arbor, Michigan năm 1984 và một ở Washington, D.C. năm 1992.
Tính phổ biến của tập san của hội đã dẫn đến việc xuất bản các tờ Transactions of the American Mathematical Society và Proceedings of the American Mathematical Society, trên thực tế cũng là các báo. Chưa tới năm 1988 hội xuất bản tiếp tờ Journal of the American Mathematical Society với ý định sẽ là tờ báo hàng đầu của Hội.
Hội nỗ lực cải thiện chất lượng việc giảng dạy toán học ở Hoa Kỳ. Ví dụ, năm 1954 hội đã yêu cầu thiết lập một cấp học mới: cấp bằng "Doctor of Arts in Mathematics", tương tự như bằng Ph.D. nhưng không có luận đề nghiên cứu.

## Các cuộc họp
Hội Toán học Hoa Kỳ, cùng với Hiệp hội Toán học Hoa Kỳ (Mathematical Association of America) và các tổ chức khác tổ chức cuộc họp nghiên cứu toán học hàng năm lớn nhất thế giới: Joint Mathematics Meeting (Cuộc họp Toán học chung) vào đầu tháng Giêng. Năm 2008 cuộc họp Toán học chung đã có số người tham dự kỷ lục là 5.500 người. Mỗi phân ban trong 4 phân ban vùng của hội (vùng Trung, Đông, Tây và Đông Nam) đều tổ chức các cuộc họp vào mùa xuân và mùa thu hàng năm. Hội cũng cùng đỡ đầu cho các cuộp họp với các hội toán học quốc tế khác.

## Các ấn phẩm
Hội xuất bản tạp chí Mathematical Reviews, một cơ sở dữ liệu của reviews các ấn phẩm toán học, nhiều báo và sách. Năm 1997 hội đã mua Công ty xuất bản Chelsea để xuất bản sách báo.
Các báo:
- Thông thường
  - Bulletin of the American Mathematical Society - xuất bản hàng quý,
  - Electronic Research Announcements of the American Mathematical Society - online,
  - Journal of the American Mathematical Society - xuất bản hàng quý,
  - Notices of the American Mathematical Society – xuất bản hàng tháng, một trong các báo toán học định kỳ được đọc nhiều nhất,
  - Proceedings of the American Mathematical Society – xuất bản hàng tháng,
  - Transactions of the American Mathematical Society – xuất bản hàng tháng,
- Chủ đề riêng
  - Mathematics of Computation - xuất bản hàng quý,
  - Conformal Geometry and Dynamics - chỉ online,
  - Representation Theory - chỉ online.

## Các giải thưởng
Hội trao các giải thưởng sau. Một vài giải trao chung với các tổ chức Toán học khác:
- Giải tưởng niệm Bôcher
- Giải Cole
- Giải Frank và Brennie Morgan cho Nghiên cứu Toán học xuất sắc của sinh viên chưa tốt nghiệp
- Giải Fulkerson
- Giải Leroy P. Steele
- Giải Toán học ứng dụng Norbert Wiener
- Giải Hình học Oswald Veblen

## Các chủ tịch
Hội Toán học Hoa Kỳ được lãnh đạo bởi một chủ tịch, được bầu ra cho một nhiệm kỳ 2 năm, và không được đảm nhiệm 2 nhiệm kỳ liên tiếp.

### 1888 – 1900
- John Howard Van Amringe (New York Mathematical Society) (1888-1890)
- Emory McClintock (New York Mathematical Society) (1891-94)
- George Hill (1895-96)
- Simon Newcomb (1897-98)
- Robert Woodward (1899-1900)

### 1901 – 1950
- Eliakim Moore (1901-02)
- Thomas Fiske (1903-04)
- William Osgood (1905-06)
- Henry White (1907-08)
- Maxime Bôcher (1909-10)
- Henry Fine (1911-12)
- Edward Van Vleck (1913-14)
- Ernest Brown (1915-16)
- Leonard Dickson (1917-18)
- Frank Morley (1919-20)
- Gilbert Bliss (1921-22)
- Oswald Veblen (1923-24)
- George Birkhoff (1925-26)
- Virgil Snyder (1927-28)
- Earle Raymond Hedrick (1929-30)
- Luther Eisenhart (1931-32)
- Arthur Byron Coble (1933-34)
- Solomon Lefschetz (1935-36)
- Robert Moore (1937-38)
- Griffith C. Evans (1939-40)
- Marston Morse (1941-42)
- Marshall Stone (1943-44)
- Theophil Hildebrandt (1945-46)
- Einar Hille (1947-48)
- Joseph Walsh (1949-50)

### 1951 – 2000
- John von Neumann (1951-52)
- Gordon Whyburn (1953-54)
- Raymond Wilder (1955-56)
- Richard Brauer (1957-58)
- Edward McShane (1959-60)
- Deane Montgomery (1961-62)
- Joseph Doob (1963-64)
- Abraham Albert (1965-66)
- Charles B. Morrey, Jr. (1967-68)
- Oscar Zariski (1969-70)
- Nathan Jacobson (1971-72)
- Saunders Mac Lane (1973-74)
- Lipman Bers (1975-76)
- R. H. Bing (1977-78)
- Peter Lax (1979-80)
- Andrew Gleason (1981-82)
- Julia Robinson (1983-84)
- Irving Kaplansky (1985-86)
- George Mostow (1987-88)
- William Browder (1989-90)
- Michael Artin (1991-92)
- Ronald Graham (1993-94)
- Cathleen Morawetz (1995-96)
- Arthur Jaffe (1997-98)
- Felix Browder (1999-2000)

### 2001 –
- Hyman Bass (2001-02)
- David Eisenbud (2003-04)
- James Arthur (2005-06)
- James Glimm (2007-08)
- George E. Andrews (2009–2010)